# Fritz Wotruba
Friedrich „Fritz“ Wotruba (* 23. April 1907 in Wien; † 28. August 1975 ebenda) gilt als einer der bedeutendsten österreichischen Bildhauer des 20. Jahrhunderts. In seinem Werk löst er zunehmend die figürlichen Komponenten zugunsten geometrischer Abstraktion auf.

## Leben

### Frühe Jahre
Fritz Wotruba wurde 1907 als Sohn von Maria Kotsis (* 27. August 1860), einem ungarischen Dienstmädchen, und Adolf Wotruba (* 30. April 1855), einem gebürtigen Tschechen und Schneidergehilfen, in Wien als jüngstes von acht Kindern geboren. Seine Eltern hatten am 7. Juli 1890 in der Schottenfelder Kirche geheiratet. Der junge Wotruba wuchs in einem sozialdemokratisch geprägten Umfeld auf. 1920 nahm Wotruba an einer sozialdemokratischen Kindererholungsaktion in Capodistria teil, wo er sich mit einem Franziskaner anfreundete und viel Zeit im dortigen Kloster verbrachte. Die imposanten Bildwerke beeindruckten ihn, nach eigenen Angaben besonders eine Darstellung von Judith und Holofernes. Hier entwickelte er sein Interesse am Zeichnen und an der Malerei.

### Ausbildung
Von 1921 bis 1925 erlernte Wotruba den Beruf des Stanzengraveurs in einer Wiener Graveur- und Stanzenwerkstätte. Zu dieser Zeit gehörte er einer sozialdemokratischen Arbeiterjugendgruppe in der Josefstadt an und trat der Gewerkschaft bei. Als Künstler betätigte er sich vorwiegend mit dem Kopieren von Zeichnungen berühmter Bildhauer, allen voran Michelangelos.
1926 besuchte er den Abend-Aktkurs an der Kunstgewerbeschule des Österreichischen Museums für Kunst und Industrie in Wien, der ihn dazu bewog, sich dort zum Bildhauer ausbilden zu lassen. Bereits im Herbst 1926 wurde er als Student in die Fachklasse für Bildhauerei von Anton Hanak aufgenommen. Dort lernte er auch seine zukünftige Frau, Marian Fleck, Tochter eines jüdischen Kaufmanns, kennen. Sie gab ihre eigene künstlerische Tätigkeit auf, um sich der Förderung des Werkes ihres Mannes zu widmen.
Von 1928 bis 1929 besuchte Wotruba die Klasse von Eugen Steinhof. In dieser Zeit arbeitete er weiterhin als Stanzengraveur, um sich seine Ausbildung zu finanzieren.
Ab 1927 unterhielt Wotruba eine eigene Werkstatt, wo 1928/1929 der Torso aus Kalkstein entstand.
Die Figur, in der noch die Nähe zum ursprünglichen Stein spürbar ist, wurde im Frühjahr 1930 öffentlich in der Secessions-Ausstellung gezeigt. Bereits in dieser Skulptur deuteten sich das Blockhafte und eine Strenge an, die in den 1950er Jahren in Wotrubas Werken kontinuierlich eine Steigerung erfuhr. Der Künstler maß nicht dem Detail große Bedeutung bei, für ihn war vielmehr die Gesamterscheinung entscheidend. Seine menschlichen Darstellungen erfuhren eine deutliche Streckung, die Egon Schiele und Anton Hanak zu Vorbildern hat.
Im Mai 1929 musste Wotruba als Folge eines Disziplinarverfahrens gegen ihn die Ausbildungsstätte verlassen, erhielt jedoch ein Abgangszeugnis mit sehr guter Bewertung. Er richtete sich eine Werkstatt unter einem Stadtbahnbogen in Wien ein und versuchte von diesem Zeitpunkt an, seinen künstlerischen Weg als freischaffender Bildhauer zu finden.
Wotrubas Schaffen ist im Kontext der historischen und soziokulturellen Eigenheiten Wiens um 1900 zu sehen, die auch noch nach 1920 allgegenwärtig waren. Im zeichnerischen Œuvre und in den frühen Torsi sind noch Gustav Klimt, Egon Schiele und Oskar Kokoschka spürbar. Die starke Verbundenheit mit seiner Heimat und die durchaus kritische Auseinandersetzung mit deren gebauter wie gemalter Historie bedeutete für ihn nicht nur Inspiration, sondern auch Reibungsfläche.
Das barocke Wien ließ ihn nach einem ästhetischen Kontrapunkt formaler Reduktion streben – Einfachheit und Harmonie standen in seiner Kunst im Vordergrund. In dieser elementaren Opposition zur Opulenz, die ihn in Wien umgab, fand Wotruba zu einer eigenen Formensprache.
Durch die Beschäftigung mit Schiele lernte Wotruba die Werke Georg Minnes näher kennen. Minne zeigte 1928 in der „Internationalen Aktausstellung“ der Secession in Wien seine marmorne Skulpturengruppe Fraternité, die in Wotrubas frühen Jünglingsdarstellungen zum Teil rezipiert wurde. Diese waren jedoch noch deutlich von Anton Hanak und Wilhelm Lehmbruck geprägt. Die zunächst langgezogenen, manieristisch und hünenhaft wirkende Körper aus der Frühzeit verloren langsam ihre menschliche Statur, um im späteren Schaffen beinahe zu architektonischen Landschaften zu mutieren.

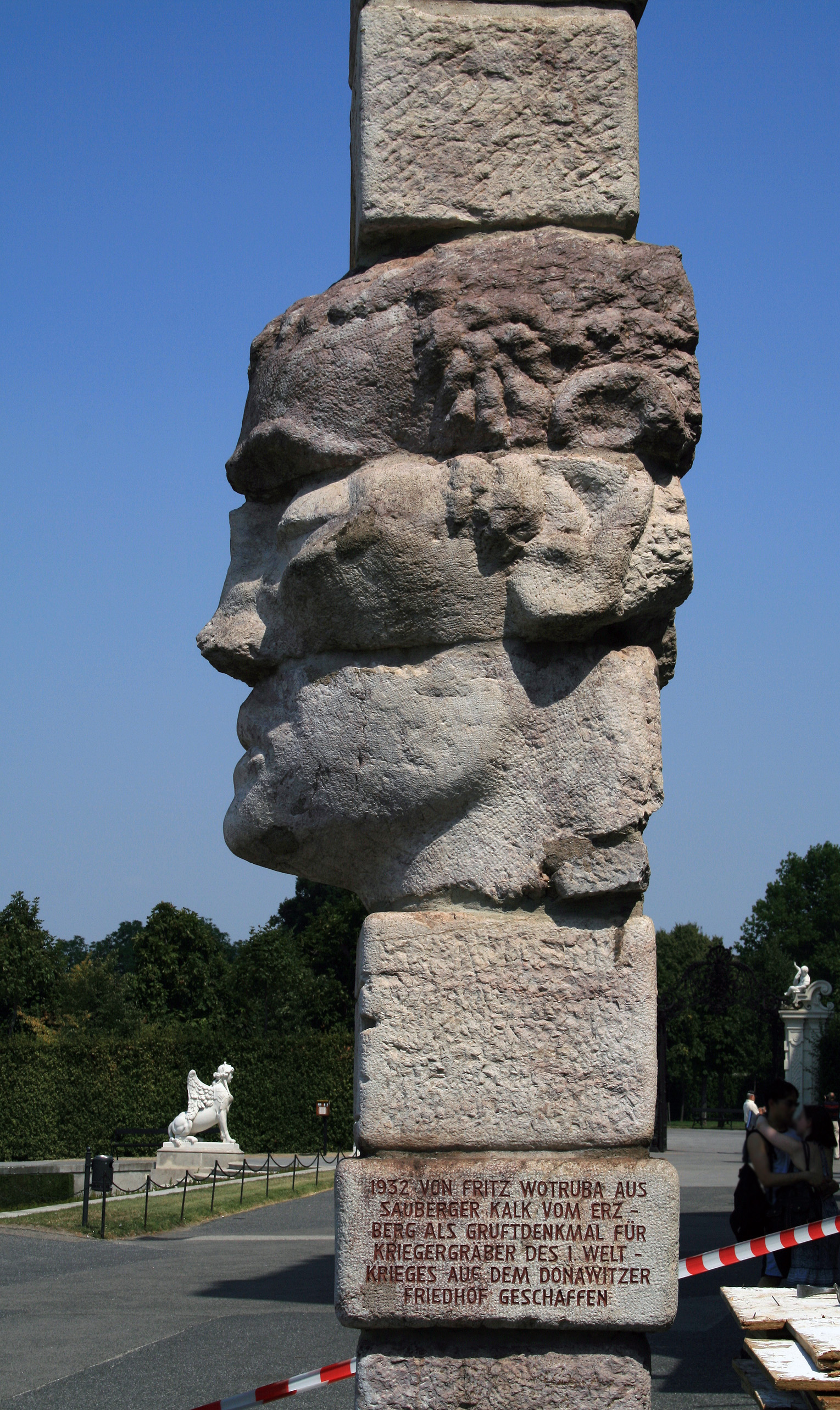
Mensch verdamme den Krieg, Pestalozzi-Park, Leoben (hier als Leihgabe im Belvedere Wien zu sehen)

Sein wachsendes Interesse für internationale Bildhauer führte Wotruba gegen Ende der 1920er Jahre zu einer Auseinandersetzung mit Wilhelm Lehmbruck, dessen Skulpturen er erstmals in Essen und Düsseldorf 1930 direkt studieren konnte. Ästhetische Impulse lieferten neben Lehmbruck auch Auguste Rodin und Aristide Maillol. Seine Studien an Skulpturen internationaler Künstler halfen Wotruba bei der Überwindung des expressiven Figurentypus seines Lehrers Anton Hanak. Auch Stilisierungen nach secessionistischem Vorbild sowie impressionistische Stilmittel gerieten zunehmend in den Hintergrund.
Von 1930 bis 1933 zeigten sich Wotrubas erste Erfolge durch die Teilnahme an zahlreichen Ausstellungen im In- und Ausland. Er konnte sich unter anderem an drei Ausstellungen der Vereinigung Bildender Künstler Wiener Secession beteiligen, zu deren Mitglied er 1932 ernannt wurde, sowie an der Werkbundausstellung 1930. Im Jahr 1932 widmete ihm die Galerie Würthle eine eigene Ausstellung.
Besonders hervorzuheben sind einige seiner internationalen Auftritte wie 1931 eine Einzelausstellung im Folkwang-Museum in Essen, die Teilnahme an der Internationalen Ausstellung Plastik im Kunsthaus Zürich sowie an der Biennale in Venedig 1932.
1930 wurde Wotruba zum jüngsten Mitglied der Kunstschau, der repräsentativen Künstlervereinigung Österreichs ernannt. Im Jahr darauf vollendete der Bildhauer den „Großen Hockenden“ und die „Große Liegende“.
Die Gemeinde Wien ließ zwischen 1923 und 1934 etwa 350 Gemeindebauten errichten, die oftmals mit Bauplastiken ausgestattet oder mit Freiplastiken geschmückt wurden. Durch die Vermittlung von Eduard Leisching, dem Direktor des Wiener Museums für Angewandte Kunst, erwarb die Gemeinde Wien 1930 Wotrubas Bleiguss-Figur Junger Riese, die 1932 im Hof des Gemeindebaus am Friedrich-Engels-Platz aufgestellt wurde.
1938 wurde sie von dort entfernt und im Jahr 1940 eingeschmolzen.
Aus dem Verkaufserlös des Jungen Riesen reiste das Ehepaar nach Deutschland und Holland. In Düsseldorf und Essen sah Wotruba zum ersten Mal Werke von Lehmbruck und Maillol, die ihn nachhaltig beeindruckten.
Ein weiteres monumental-repräsentatives Werk Wotrubas im öffentlichen Raum wurde 1932 auf dem Friedhof von Donawitz in der Steiermark zum Gedenken an die Opfer des Ersten Weltkrieges aufgestellt. Das Werk trug den Titel Mensch verdamme den Krieg.
Der Künstler übernahm unentgeltlich die künstlerische Organisation und errichtete das Denkmal in Zusammenarbeit mit Kriegsverletzten und Arbeitslosen des Eisenhüttenwerks in Donawitz. Auch dieses Kunstwerk wurde im Nationalsozialismus entfernt und konnte erst 1988 im Pestalozzi-Park in Leoben wieder aufgestellt werden.

### Zeit des Austrofaschismus
Die politische Situation in Österreich änderte sich jetzt grundlegend. Auf die Februarunruhen 1934 folgte ein Verbot der Sozialdemokratischen Partei. Wotrubas Atelier wurde bereits 1933 durchsucht; der Künstler fühlte sich zunehmend bedroht, so dass er mit seiner Frau Österreich verließ. In Zürich fand er Arbeit bei einem Steinmetz.
Die folgenden sieben Monate waren eine besonders produktive Zeit; es entstand eine Fülle an Steinarbeiten; darunter sind so bedeutende Werke wie Großer liegender Jüngling und die Große dunkle Figur.
Zur Rückkehr nach Wien hat ihn wahrscheinlich der Maler Carl Moll bewegt, der ihm den ursprünglich an Hanak vergebenen Auftrag für ein Gustav-Mahler-Denkmal vermittelt hatte. Wotruba arbeitete von 1934 bis 1936 an zwölf Modellen für das Denkmal. Trotz der positiven Resonanz zu den Vorarbeiten wurde das Projekt verworfen.

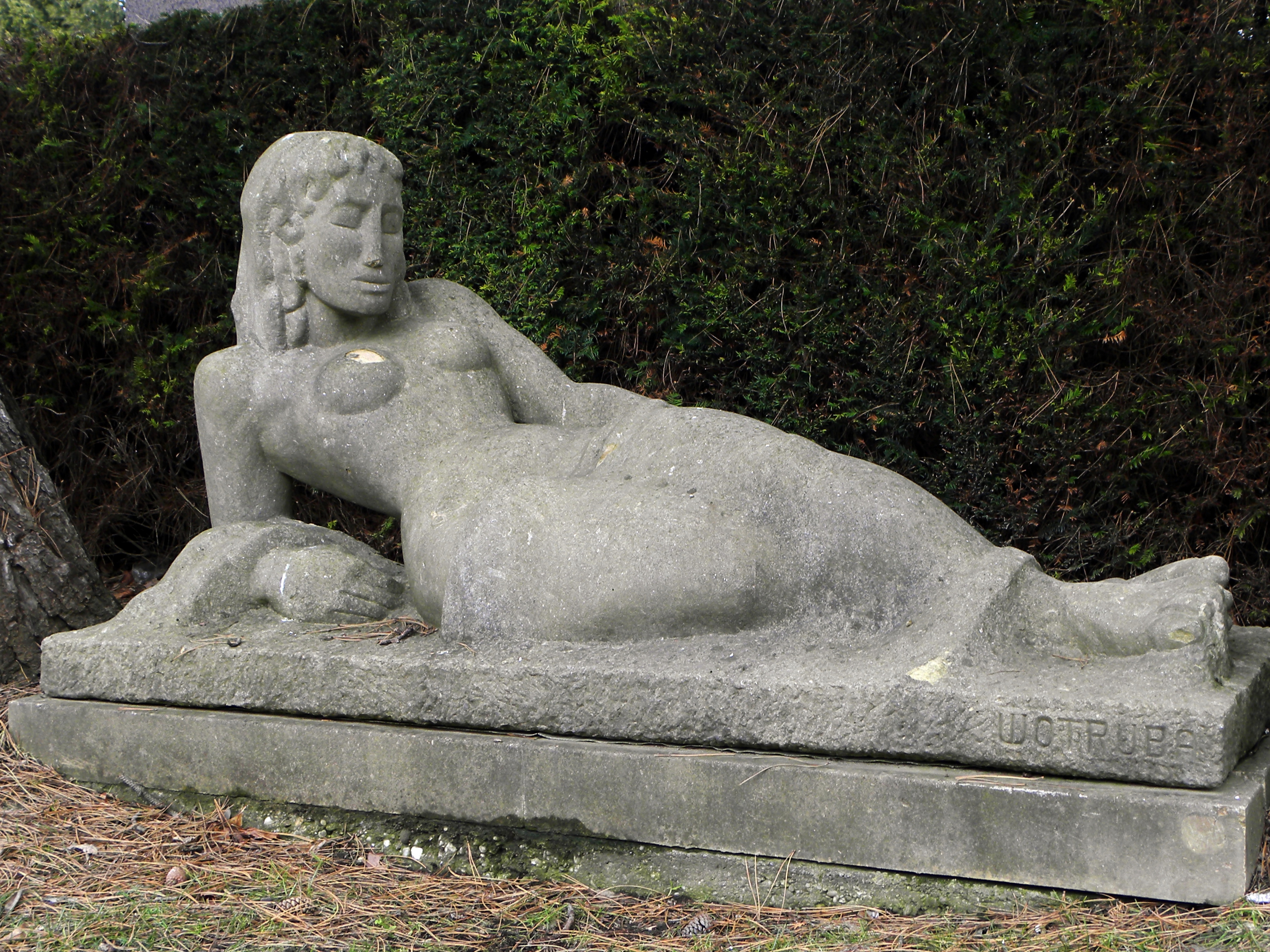
Grabmal für Selma Halban-Kurz auf dem Wiener Zentralfriedhof

Moll unterstützte Wotruba die folgenden Jahre hindurch finanziell und verschaffte ihm Aufträge, so für die Gestaltung des Grabmals der Opernsängerin Selma von Halban-Kurz auf dem Wiener Zentralfriedhof. Der Künstler schuf hiefür eine nackte Frauengestalt, die große Empörung hervorrief, bereits 1934 verhüllt und in weiterer Folge bis 1945 hinter dichtem Gebüsch versteckt wurde.
Im Herbst 1934 nahm Fritz Wotruba an einem Wettbewerb der Gemeinde Wien für ein Denkmal der Arbeit auf dem Schmerlingplatz teil. Wotruba arbeitete zusammen mit dem Architekten Arnold Nechansky an einem Entwurf. Vom Architekten Josef Hoffmann, der zur Jury gehörte, wurden sie zwar protegiert, erreichten aber nur den dritten Preis von 115 Einreichungen. Wotruba hatte Josef Hoffmann 1930 bei der Werkbundausstellung kennengelernt. Der berühmte Architekt förderte den Bildhauer des Öfteren, so auch bei der Teilnahme an den Secessions-Ausstellungen und an der XIX. Biennale von Venedig 1934.
In den 1930er Jahren lernte Wotruba viele Intellektuelle, bildende Künstler und Literaten kennen. Zu diesen zählten unter anderen Elias Canetti, Hermann Broch, Franz Theodor Csokor, Hans Erich Apostel, Herbert Boeckl, Josef Dobrowsky und Georg Merkel, Carry Hauser, Alban Berg, Robert Musil und Franz Ullmann. Alma Mahler ließ ihre Tochter Anna bei Wotruba Privatunterricht nehmen. Im Kreis der Wiener Künstler genoss Wotruba hohe Wertschätzung.
Im April 1934 nahm Wotruba an der Ausstellung „Austria in London“ teil, die unter der Leitung des Architekten und Staatsrats für Kunst Clemens Holzmeister stand. 1934 beteiligte sich Wotruba abermals an der Biennale in Venedig. 1936 trat Wotruba aus der „Vereinigung Bildender Wiener Künstler Secession“ aus, da er ihr Nähe zu den Nationalsozialisten vorwarf.
Auch beim größten Ausstellungsvorhaben des Ständestaats im Ausland, der 1937 im Jeu de Paume im Jardin des Tuileries in Paris gezeigten L'Art Autrichien, war Wotruba mit Arbeiten vertreten. Österreich wollte sich mit dieser Ausstellung, die unter anderem auch Klimt, Schiele, Oppenheimer, Faistauer, Kokoschka, Wiegele, Boeckl und Hanak zeigte, als Heimat einer spezifischen Kunsttradition auf hohem Niveau und vor allem als ein Land mit einer liberalen und aufgeschlossenen Kunstpolitik darstellen.
Die Exponate des 20. Jahrhunderts, darunter auch die Werke Wotrubas, wurden im selben Jahr von der Kunsthalle Bern übernommen und unter dem Titel „Österreichische Malerei und Plastik im 20. Jahrhundert“ ausgestellt. Wotruba reiste mit seiner Frau zur Ausstellungseröffnung nach Paris und lernte dort den Bildhauer Aristide Maillol kennen, dessen Werke einen wichtigen Bezugspunkt für Wotrubas Arbeiten in den folgenden 1930er und frühen 1940er Jahren darstellten.
Eine weitere wichtige Bekanntschaft, die Wotruba in der Schweiz machte, war der Bundesrat Philipp Etter, der später dem Ehepaar Wotruba bei der Erlangung des Schweizer Aufenthaltsrechts hilfreich werden sollte. Eine weitere wichtige Bekanntschaft war die mit dem Pfarrer Robert Lejeune, der ihn auch materiell unterstützte; er machte später den Pfarrer mit Robert Musil bekannt, so dass auch dieser während der Zeit der Emigration durch den Pfarrer unterstützt wurde.

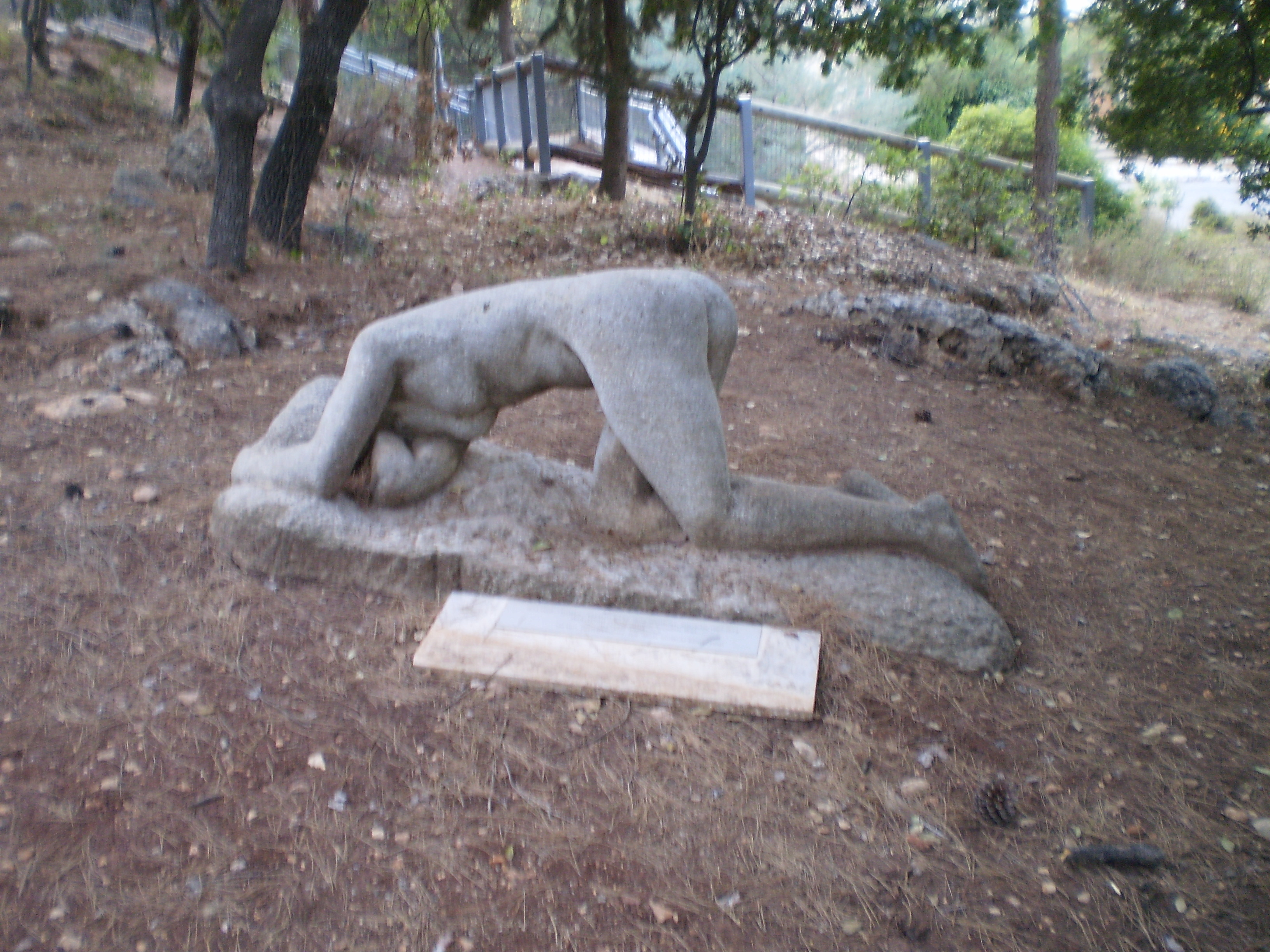
Die Stürzende, Israel Museum, Jerusalem

### Zeit des Nationalsozialismus
Das Jahr 1938 war von turbulenten Ortswechseln bestimmt. Nach Aufenthalten in der Schweiz, Deutschland und Österreich emigrierten Fritz und Marian Wotruba 1939 endgültig in die Schweiz, nach Zug, wo sie bis 1945 blieben.
Dank der Unterstützung namhafter Förderer wie Hermann Haller, Bundesrat Philipp Etter, Manuel Gasser und Pfarrer Robert Lejeune konnte er sich im Gegensatz zu manchen anderen Emigranten in beschränktem Maß künstlerisch betätigen, an Ausstellungen teilnehmen und Werke verkaufen, unter anderem an Emil Georg Bührle, Georg Reinhart und Fritz Kamm.
So nahm Wotruba im Mai 1939 an einer Gruppenausstellung im Kunstmuseum Winterthur teil. Dort machte er die Bekanntschaft des Kaufmanns und Kunstsammlers Georg Reinhart, der Wotruba während der Kriegszeit finanziell unterstützte und ihm wichtige Kontakte vermittelte.
Bald lernte er in Zug auch das mäzenatische Ehepaar Edith und Fritz Kamm kennen, mit dem er eine lebenslange Freundschaft pflegte. 1940 hielten sich Fritz und Marian Wotruba für einige Monate in Genf auf, wo sie intensiven Kontakt mit ihren engen Freunden Robert Musil und Martha Musil hatten, die ebenfalls in der Schweiz im Exil lebten. In Genf fertigte der Künstler die Große Stehende, auch Genfer Venus genannt, an. Zurück in Zug schuf er eine Fülle an Kunstwerken, darunter 1943 Liegender Jüngling aus Muschelkalk und 1944 die Stürzende. Sein Atelier wurde zum Treffpunkt zahlreicher emigrierter Künstler und Intellektueller.
Während seines Aufenthaltes im Exil konnte sich Wotruba an mehreren Ausstellungen in Schweizer Museen beteiligen. Werke des Künstlers fanden in der Folge in öffentliche und private Sammlungen Eingang. 1945 erschien im Verlag von Emil Oprecht in Zürich ein Essay Wotrubas unter dem Titel Überlegungen. Gedanken zur Kunst, in dem er sich zur Kunst und Kulturpolitik seiner Zeit äußerte. Im April und Mai desselben Jahres war Wotruba für das Vorbereitende Komitee der österreichischen Künstler in der Schweiz und für die Frei-österreichische Bewegung in der Schweiz tätig.

### Erste Nachkriegsjahre

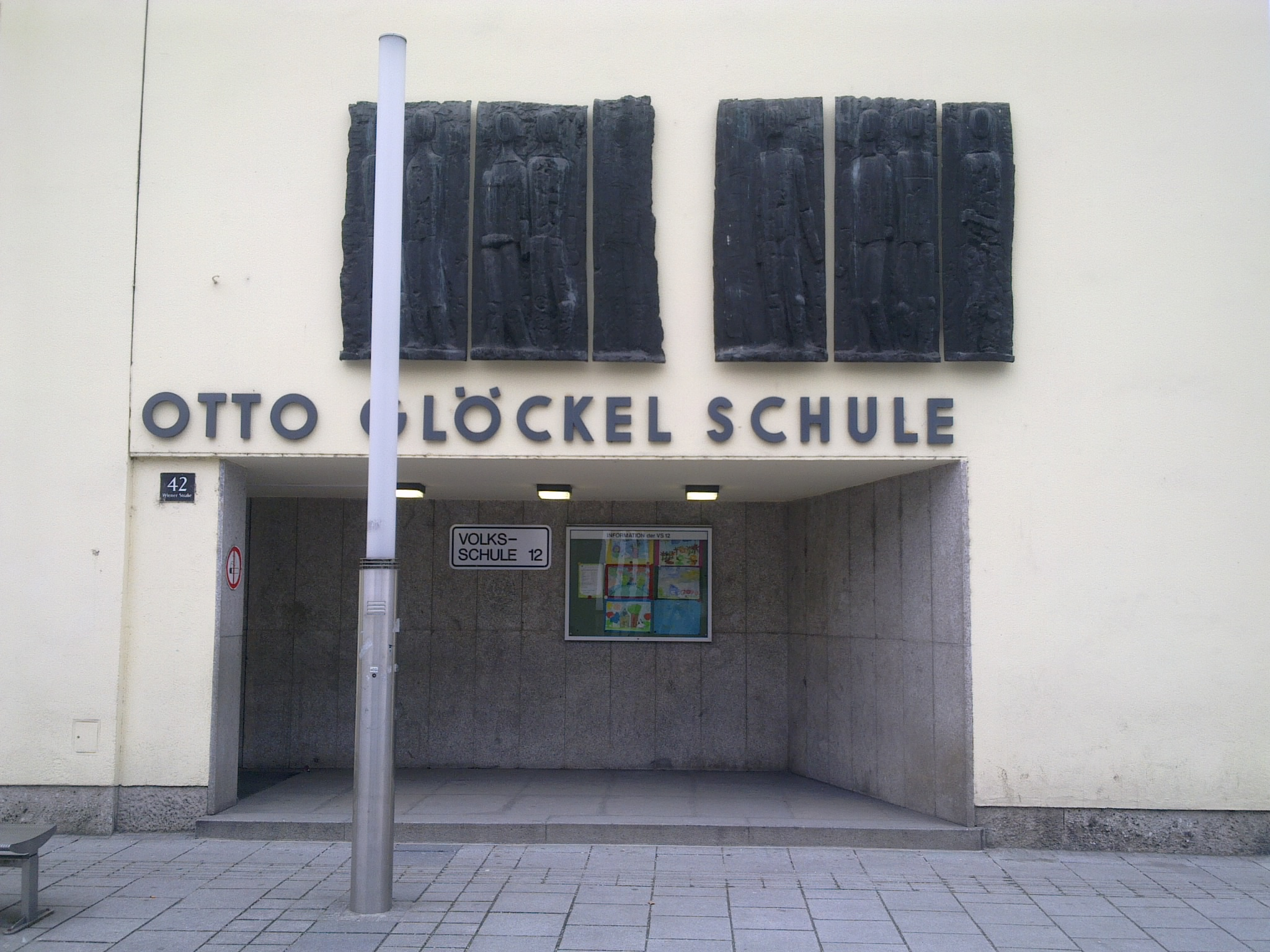
Relief an der Otto-Glöckel-Schule in Linz

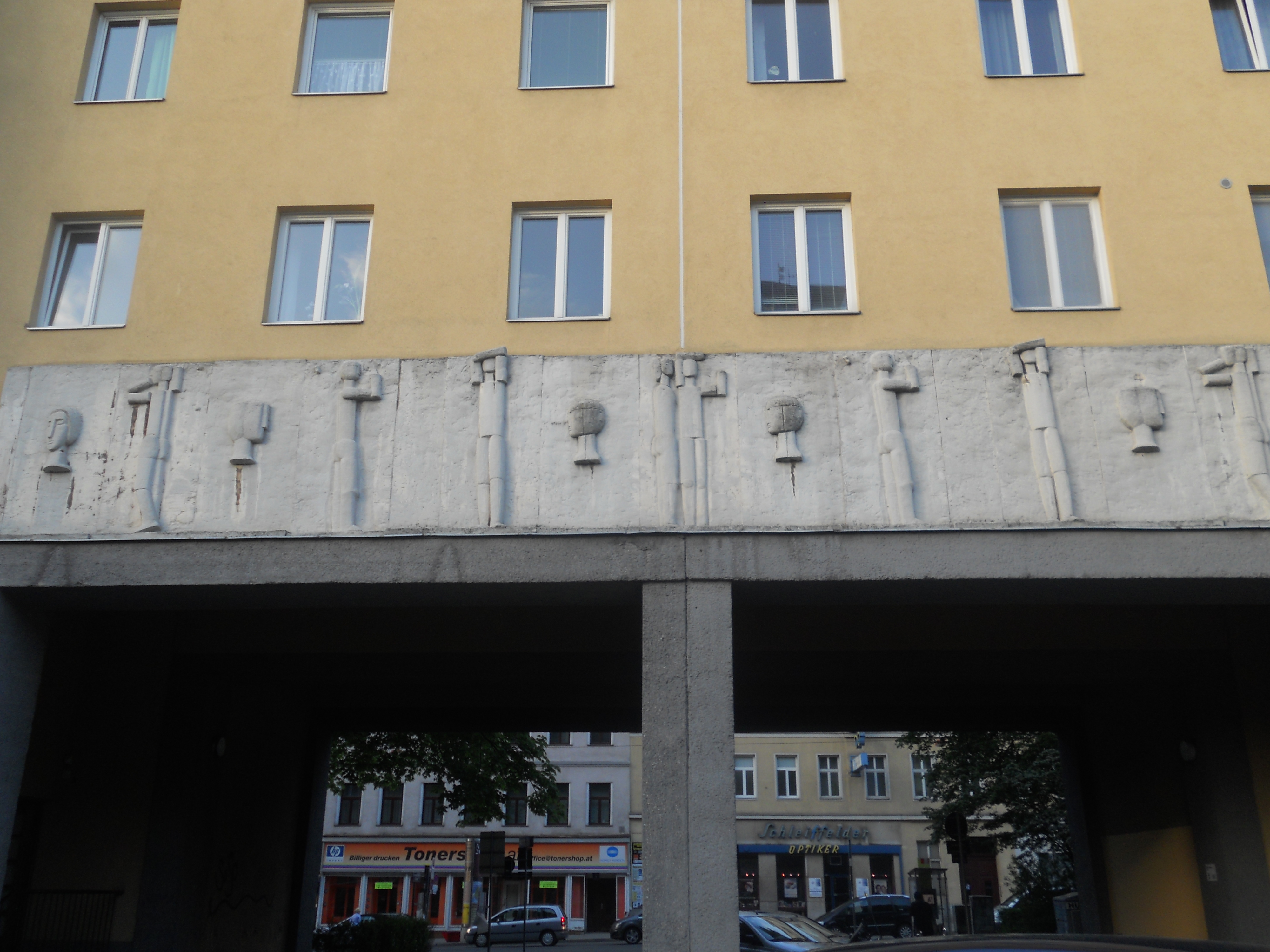
Fries an der Reinprechtsdorfer Straße

Nach dem Ende des Krieges wurde Wotruba dank der Initiative Herbert Boeckls wieder nach Österreich berufen, um hier die Meisterklasse für Bildhauerei an der Akademie der bildenden Künste zu übernehmen, wo er für eine aufgeklärte Kulturpolitik eintrat.
Wotruba war in den ersten Monaten nach seiner Rückkehr mit seiner Lehrtätigkeit an der Bildhauerschule beschäftigt. Die folgenden Jahre widmete er sich mit großem Einsatz dem kulturellen Wiederaufbau Wiens. An der Akademie setzte er sich für die Vermittlung der in Vergessenheit geratenen Wiener Kunst der Jahrhundertwende ein. Als erste Skulptur nach der Rückkehr in die Heimat entstand die Weibliche Kathedrale, auch Große Stehende genannt, die einen Wendepunkt in Wotrubas Œuvre markiert.
Der Bildhauer deutete lediglich die Grundstruktur des menschlichen Körpers an. Diese von der Anatomie gelöste, strukturell und tektonisch bestimmte Gestaltung wird ab dieser Zeit charakteristisch für Wotrubas Kunst. Wie in der Schweiz wurde Wotrubas Atelier zu einem Treffpunkt für Künstler, Musiker, Schriftsteller und Studenten.
1946 reiste Wotruba nach Zug, um sich als Mitglied der Gesellschaft zur Förderung der kulturellen Beziehungen zwischen Österreich und der Schweiz an der Organisation der Ausstellung „Meisterwerke aus Österreich“ im Kunsthaus Zürich zu beteiligen. Im selben Jahr trat er dem Österreichischen Gewerkschaftsbund bei. 1947 nahm Wotruba an einigen Internationalen Ausstellungen teil und konnte während seiner Reisen Kontakt zu bedeutenden Künstlern knüpfen, wie zu Alberto Giacometti, Alberto Magnelli, Henri Laurens oder Ossip Zadkine. In Wien begann er sich mit Bühnengestaltung und Theaterkostümen zu beschäftigen, so für Die Geschichte vom Soldaten Igor Strawinskys (aufgeführt im Wiener Konzerthaus am 14. April 1948).
Im Frühjahr 1948 bekam Wotruba den Preis der Stadt Wien, im Sommer 1948 fand bei der XXIV. Biennale in Venedig eine Sonderausstellung von Schiele und Wotruba statt und im Herbst eröffnete Wotrubas große Einzelausstellung im Musée National d’Art Moderne in Paris.
1949 wurde bei Marian eine Krebserkrankung diagnostiziert. Im selben Jahr entstanden Große sitzende Figur, auch Menschliche Kathedrale genannt.
Die Große Sitzende besteht aus grob behauenen, kantigen Quadraten und Kuben, die nun kaum mehr anatomischen Körperformen folgen, sondern völlig seinem neuen Ordnungsprinzip entsprechen: der Mensch als Architektur. Die Tektonisierung der menschlichen Gestalt, die mit der Großen Stehenden von 1946 einsetzte und die im Sitzenden von 1948 weitergeführt wurde, findet in der streng architektonisch konzipierten Figur einen ersten Höhepunkt.
In den 1950er Jahren beteiligte sich Wotruba an vielen internationalen Ausstellungen. Zusammen mit seiner Frau reiste er zu einigen der Eröffnungen, so 1950 zur Biennale nach Venedig. Weitere Reisen führten die beiden in die USA, nach Belgien, England und nach Frankreich.
Am 31. August 1951 starb Marian Wotruba. Ihr Leiden an der Krankheit floss in die Arbeit an der Großen Liegenden ein. In dieser Figur geht die Tektonisierung der menschlichen Figur nochmals einen Schritt weiter: Die menschliche Gestalt wird blockartig in ihre Grundstrukturen zerlegt und aus diesen Elementen in nunmehr freien und gelösten Rhythmen zu einer neuen Ganzheit gefügt.
1953 erwarb Fritz Kamm die Galerie Würthle in Wien und ernannte Wotruba zu deren künstlerischem Leiter. In seinen Ausstellungsprogrammen vermittelte er zeitgenössische Kunstströmungen. Bei der Auswahl der Ankäufe und der Ausstellungen war Heimo Kuchling im Auftrag Wotrubas maßgeblich beteiligt. Im selben Jahr vollendete Wotruba seine Figur Großer liegender Akt, ein Relief für die Otto Glöckel-Schule in Linz und ein Relief für die Städtische Wohnhausanlage an der Reinprechtsdorfer Straße in Wien.
Ein bedeutendes Werk aus jener Zeit ist auch der Torso, der sich aus zylindrischen Formen zusammensetzt. Aus drei einander zugeordneten, schlank emporstrebenden Schäften, die an die Stelle der bis dahin schwer lastenden Blöcke und Kuben traten, leitete diese Skulptur eine weitere tektonische Ausformung der menschlichen Gestalt ein: die Säulenfigur, die den Künstler in den folgen Jahren beschäftigte.
Im Jahr 1953 wurde Wotruba zum Mitglied des Österreichischen Werkbundes ernannt.

### Späte Jahre

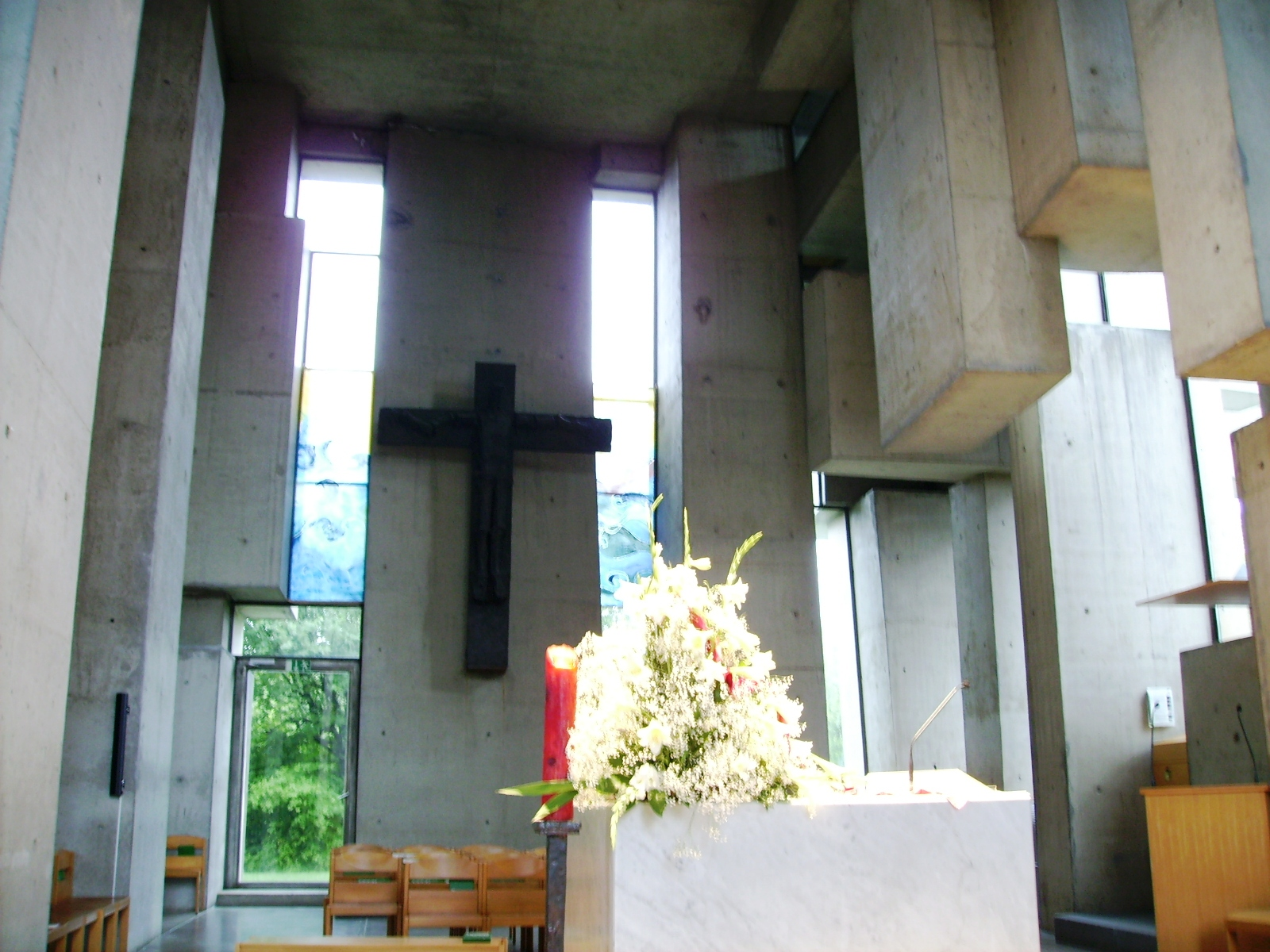
Wotrubas Dreifaltigkeitskirche in Wien Mauer – Innenansicht

1955 erhielt Wotruba den Auftrag, ein Kruzifix für die Pfarrkirche im Salzburger Parsch zu schaffen, das 1956 fertiggestellt und an der Giebelwand der Kirche angebracht wurde. Im April begann eine große Wanderausstellung mit Werken Wotrubas, die vom Institute of Contemporary Art in Boston bis ins nächste Jahr durch mehrere Museen der USA und Kanadas reiste. Am 15. September 1955 heiratete Wotruba in Wien standesamtlich Lucy Vorel, die ehemalige Pflegerin seiner verstorbenen Frau Marian – die kirchliche Trauung fand erst Jahre später, am 5. Jänner 1967, statt. Kurz nach seiner Heirat wurde ihm der Gustav-Klimt-Preis der Secession verliehen. 1956 entstanden die verschiedenen Fassungen der Stehenden Figur. Im Mai desselben Jahres erteilte ihm die Stadt Wien den Auftrag, eine Steinskulptur für die Wiener Stadthalle zu schaffen; die Große stehende Figur wurde 1958 fertiggestellt und 1959 aufgestellt.
Wotruba erhielt 1957 einen Auftrag für den Österreichischen Pavillon der Weltausstellung 1958 in Brüssel; es entstand das Große Figurenrelief.
Im selben Frühjahr wurde eine Ausstellung mit Arbeiten Kokoschkas, Kubins und Wotrubas in Baden-Baden sowie in Pforzheim gezeigt. Wenig später eröffnete eine weitere Wanderausstellung in Stockholm mit Werken Wotrubas, Romakos und Kubins. Auf der IV. Biennale von São Paulo war der Künstler ebenfalls mit einer Sonderausstellung vertreten.
1958 unterzeichnete Wotruba einen Kunsthandelsvertrag mit der Galerie Fine Arts Associates von Otto M. Gerson in New York. Damit erhielt die Galerie das alleinige Verkaufsrecht für seine Arbeiten. 1960 zeigte die Galerie ihre erste große Wotruba-Einzelausstellung.
Im Mai 1960 unternahmen Wotruba und seine Frau zusammen mit dem Ehepaar Kamm eine Reise nach Griechenland. Sie bedeutete für Wotruba eine Vertiefung mit dem antiken Theater und diente ihm auch als Vorbereitung für die Bühnenarbeit zu Antigone.
1960 entstand die Große Liegende, in der Wotrubas plastische Vorstellungen von der Skulptur ersichtlich werden: In einer Verschmelzung von Kunst- und Naturform zeigt sich die Große Liegende als eine nach architektonischen Prinzipien gegliederte menschlich-körperhafte Landschaft.
1961 erhielt Wotruba den Auftrag zur Fertigung eines Reliefs für das neue Hörsaalgebäude der Philipps-Universität in Marburg, das zwischen 1963 und 1964 ausgeführt und 1965 eingeweiht wurde. Im selben Jahr wurde er zum Mitglied des Österreichischen Kunstsenats ernannt.
Am 21. September 1962 wurde in Wien das Museum des 20. Jahrhunderts eröffnet und Werner Hofmann zu dessen Direktor ernannt. Die Errichtung eines solchen Museums war Wotruba wichtig, so dass er sich begeistert an der dortigen Ausstellung „Kunst von 1900 bis heute“ beteiligte.

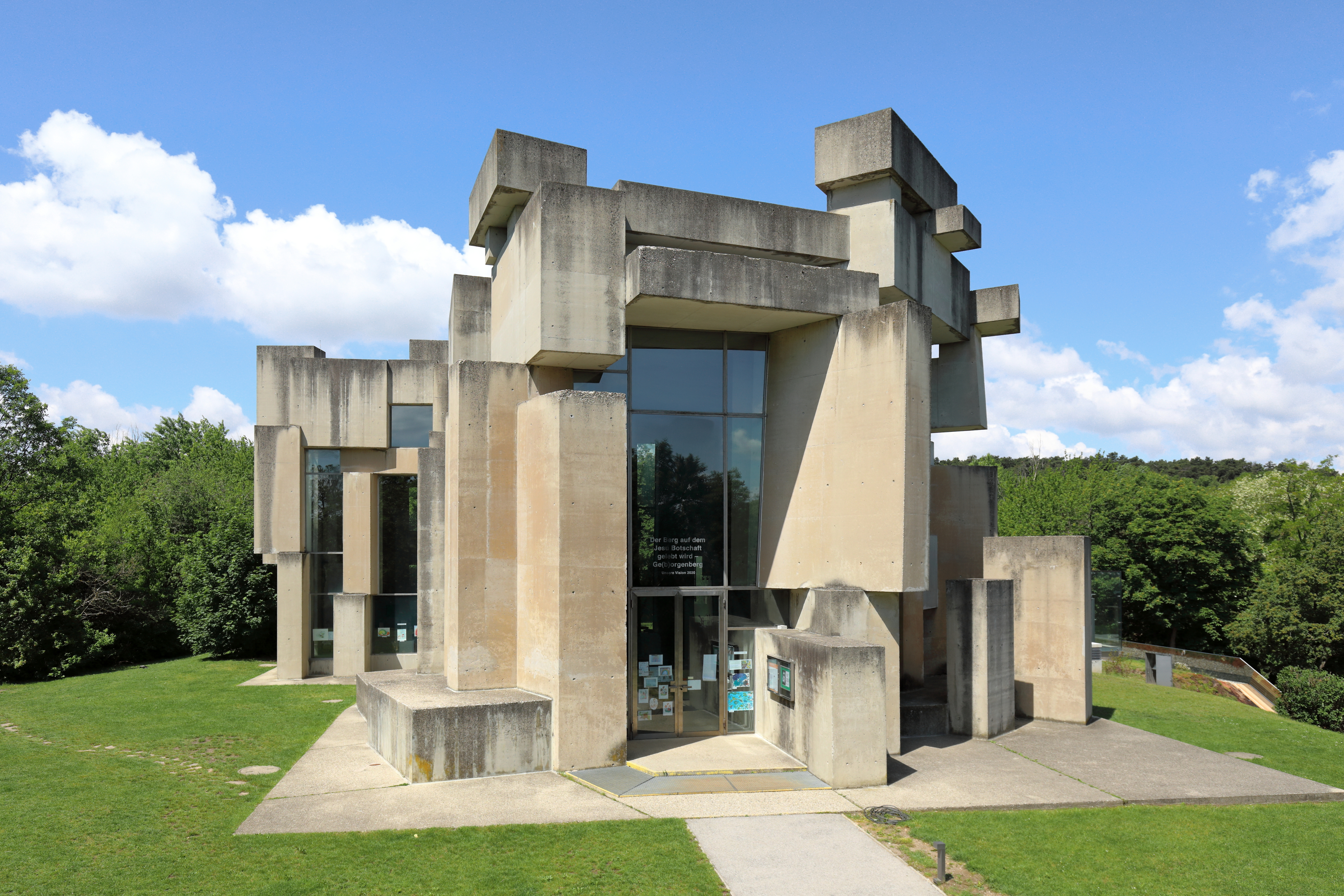
Außenansicht der Wotrubakirche in Wien Mauer

Im Jahr 1964 reihten sich zahlreiche Ausstellungen aneinander, darunter die documenta III in Kassel und „The 1964 Pittsburgh International Exhibition of Contemporary Painting and Sculpture“ im Carnegie Institute des Museum of Fine Arts in Pittsburgh.
Zu Beginn 1965 trat Wotruba als künstlerischer Leiter der Galerie Würthle zurück. Im selben Jahr erteilte ein von Margarethe Ottilinger gegründetes Kuratorium, bestehend aus Vertretern der Kirche, der Landesbehörden und der österreichischen Wirtschaft, den Auftrag, für den Karmeliterorden in Steinbach bei Wien ein Kloster mit Kirche zu entwerfen.
Das Vorhaben scheiterte allerdings, und 1971 erging vom selben Förderkreis ein Auftrag an Wotruba für den Entwurf einer Kirche in Wien Mauer. Die Kirche zur Heiligen Dreifaltigkeit wurde 1976 eingeweiht und ist heute allgemein als Wotrubakirche bekannt.
Das scheinbare Chaos, das durch die Anordnung asymmetrischer Blöcke entsteht, sollte letztlich eine harmonische Einheit ergeben.
Im Herbst 1965 stellte Wotruba in der Graphischen Sammlung Albertina in Wien Zeichnungen, Druckgrafiken und Ölbilder aus.

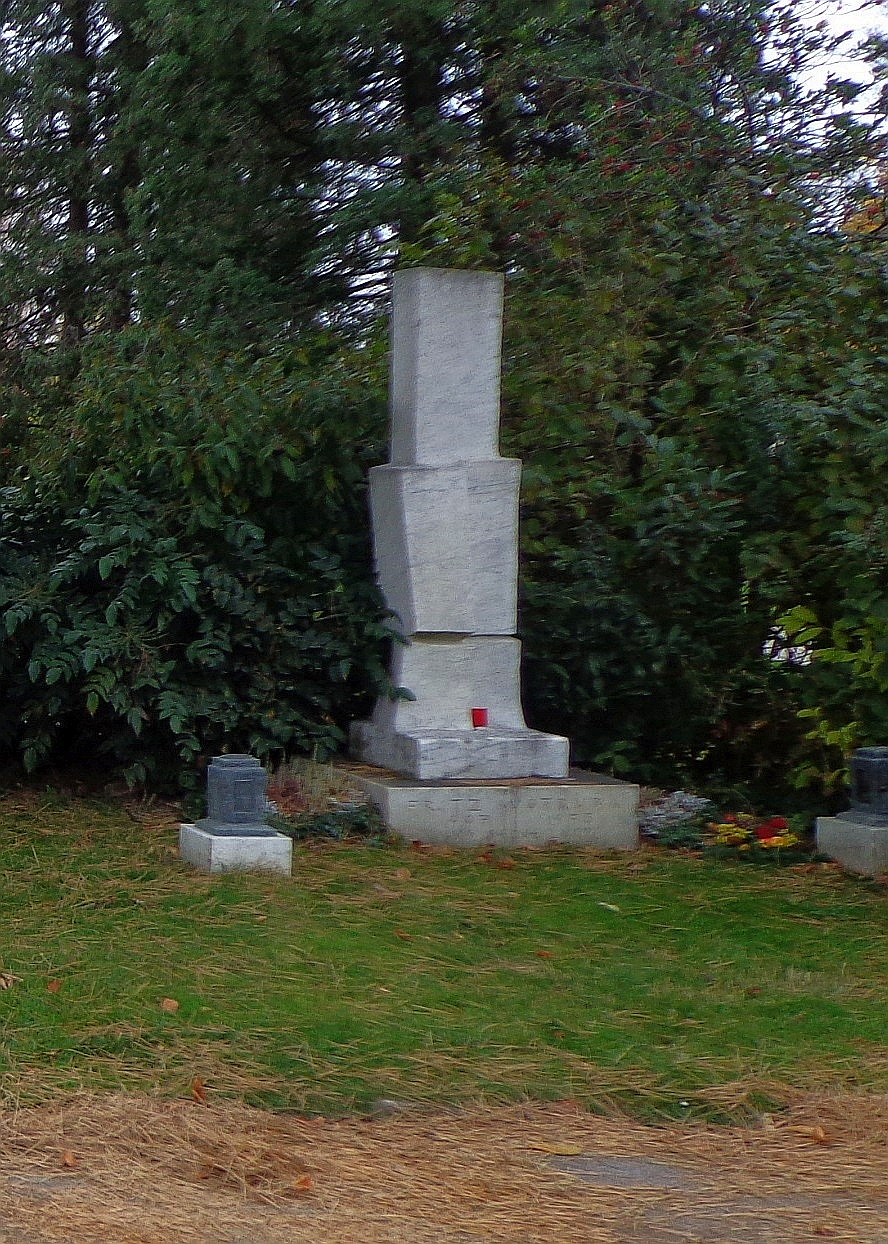
Wiener Zentralfriedhof – Ehrengrab von Fritz Wotruba

Die darauffolgenden Jahre waren von großen internationalen Ausstellungsbeteiligungen und zwei herben Verlusten geprägt: seine Freunde Herbert Boeckl und Fritz Kamm verstarben. Als ihm 1967 die Ehrenmedaille der Bundeshauptstadt Wien in Gold verliehen werden sollte, lehnte der Künstler ab. Von August bis Oktober 1969 zeigte das Hakone-Open-Air-Museum in Tokio die Ausstellung „The First International Exhibition of Modern Sculpture“, bei der Wotruba ebenfalls vertreten war. In seinen letzten Lebensjahren stand Wotruba ein Staatsatelier im Pratercottage zur Verfügung.
1971 beschäftigte er sich erneut mit dem Torso-Motiv: es entstand der Große Torso, der nach seinem Tod auf seinem Ehrengrab im Zentralfriedhof in Wien aufgestellt wurde. Am 28. April bekam er vom österreichischen Bundespräsidenten das Österreichische Ehrenkreuz für Wissenschaft und Kunst verliehen.
1974 entstand sein letztes monumentales Werk, der Große Stehende. Mitte Juni erhielt er die Pontifikatsmedaille von Papst Paul VI. Am 28. August 1975 starb Wotruba im AKH Wien; er wurde in einem Ehrengrab auf dem Wiener Zentralfriedhof bestattet. 1993 wurde die Fritz-Wotruba-Promenade in Wien nach ihm benannt.

## Künstlerische Würdigung
Das Frühwerk Wotrubas wurde von den Vorläufern der Modernen Plastik wie Rodin, Bourdelle, Lehmbruck und der klassischen Antike beeinflusst.
In seinen künstlerischen Anfängen ist noch deutlich der Einfluss seines Lehrers Hanak spürbar, der im weiteren Verlauf seines frühen Schaffen einer Anknüpfung an die Werke Klimts, Schieles und Kokoschkas und zum Teil der internationalen Moderne wich.
Er wurde also in stilistischer und theoretisch-ideologischer Hinsicht von der Kunst seiner Zeit und deren Tradition geprägt. Wotruba suchte während seiner ganzen bildhauerischen Laufbahn nach Reduktion der Formen, Klarheit und Monumentalität. Wesentliche Motive in seinem Frühwerk waren die expressionistischen Leidensfiguren und die klassizistischen Idealgestalten.
In der Zwischenkriegszeit hatte die Kunst in Österreich zur internationalen Moderne wenig Kontakt und war somit in einem gewissen Regionalismus befangen. Umso bemerkenswerter ist Wotrubas Beschäftigung mit ausländischen Künstlern zu sehen, die ihm durch seine Auslandsaufenthalte ermöglicht wurde.
Als der damals noch junge Wotruba zu einer Ausstellungseröffnung nach Paris reiste, lernte er den Künstler Aristide Maillol und dessen Werk kennen. Es sollte ihn die gesamten 1930er und 1940er Jahre hindurch beschäftigen und prägte deutlich seine Arbeiten aus dieser Zeit.

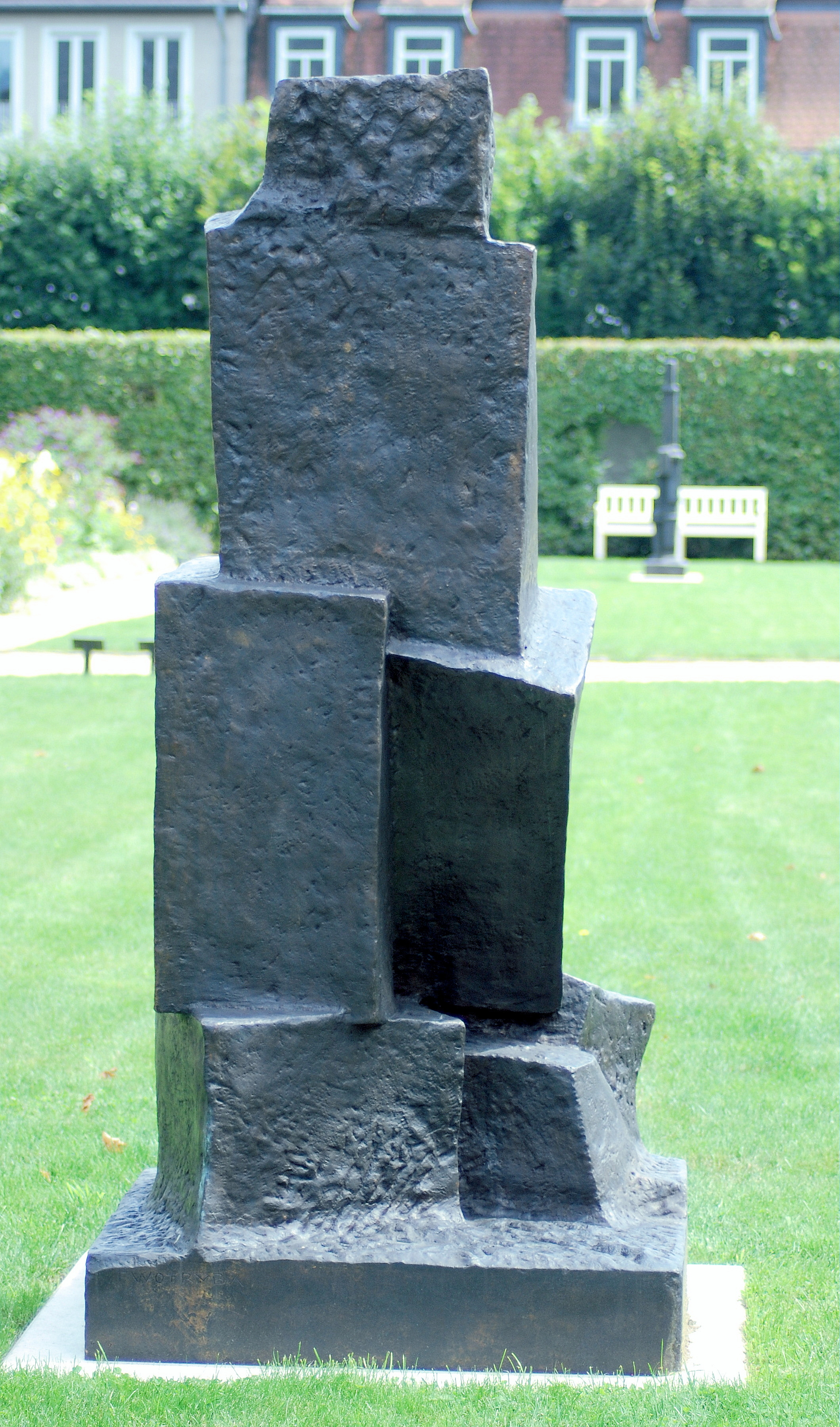
Große stehende Figur, Bronze, 1962, Bad Homburg

Im Werk Fritz Wotruba spiegeln sich österreichische Themen des 20. Jahrhunderts wider, aber auch die Österreichisch-Ungarische Monarchie wirkte in seinen Arbeiten nach. Sein Frühwerk schuf er in der Ersten Republik, dem erst kürzlich klein gewordenen Staat, der von wirtschaftlichen Krisen und einer zunehmend radikalen politischen Stimmung bestimmt wurde.
Als beinahe proletarische Idealfiguren können seine bis in die 1930er Jahre hinein entstandenen Jünglingsfiguren gesehen werden.
Trotz dieser eindeutigen politischen Haltung ließ er sich fallweise zur Repräsentation des austrofaschistischen Staates missbrauchen und ging Kompromisse ein, auch Aufträgen und Förderern zuliebe.
Wotruba konzentrierte sich in seinem gesamten Œuvre vornehmlich auf die Darstellung des Menschen. Seine Figuren wirken sowohl monumental, statisch, mächtig und archaisch, wie zugleich auch in sich gekehrt, ruhend und zurückhaltend. Der Stein bleibt roh, die Spuren der Arbeit und das Prozessuale bleiben sichtbar. Wotruba schafft mit einer Reduzierung der Formensprache und einer Objektivierung des Inhaltlichen und Formalen ein für ihn gültiges Menschenbild, das sich aus kubischen Formen zusammensetzt. Diese Zerlegung der Elemente zeugt vom Einfluss des Spätkubismus.
Die Darstellung von Judith und Holofernes, die ihn nach eigenen Angaben nachhaltig beeindruckte, und die Tatsache, dass er von besonders starken Frauen umgeben war – zuerst seiner Mutter und später seinen Ehefrauen – prägten sein Frauenbild. Eine formale Spiegelung findet sich in den betont weiblichen Formen, die in den frühen Schaffensjahren noch den Einfluss Lehmbrucks spüren lassen. Nach seiner Rückkehr nach Wien aus dem Schweizer Exil kommt er allerdings zu einer autonomen und modernistischen Formensprache bei seinen Frauendarstellungen.
Im Gegensatz zu den sehr ausladenden weiblichen Formen präsentiert Wotruba seine Jünglinge knabenhaft. Bei manchen Einzelfiguren scheint der dazugehörige Partner zu fehlen. Bei eindeutigen Paardarstellungen reduzierte Wotruba hingegen die geschlechtsspezifischen Eigenheiten – die Komposition des Paares als Einheit steht bei diesen Skulpturen im Vordergrund und sie sollen als Ensemble wahrgenommen werden.
Die Unterschiedlichkeit der Repräsentation von Mann und Frau in Wotrubas Skulpturen äußert sich in der Bearbeitung der Körper, die Gesichter hingegen sind in Zeichnungen und Skulpturen maskenhaft und stilisiert. Wotruba stellte keine Porträts her, sondern war bestrebt, den Ausdruck eines bestimmten Typus zu erfassen. Die Figuren sind anonymisiert. In seinem späteren Œuvre verschwindet die Erkennbarkeit des Geschlechts zunehmend, der menschliche Körper erscheint strukturierter und schließlich nur mehr als block- oder röhrenhaft gegliederte Figur.
Das Interesse Wotrubas an einer ausgewogenen architektonischen Darstellung trat immer mehr in den Vordergrund.
Im Schweizer Exil hatte Wotruba an seine Wiener Arbeiten der 1930er Jahre angeschlossen. Erst nach seiner Rückkehr in seine Geburtsstadt fand eine intensive Auseinandersetzung mit der internationalen Moderne statt, so dass seine Kunst nach 1945 entgegen dem damaligen Trend zum Ungegenständlichen einem ganz persönlichen Konzept der Abstraktion folgte.
Die Ausdrucksformen seiner Kunstwerke übernahmen zum Teil seine Schüler. So finden sich bei Andreas Urteil und Erwin Reiter ebenfalls solche dynamische Konfigurationen.
In den 1950er Jahren entschied sich Wotruba bewusst gegen die aktuelle Zeitkunst, vor allem gegen das damals in Österreich gerade aufkommende Informel.
In den 1960er Jahren widmete sich Wotruba intensiv Bühnenausstattungen, die zwar innerhalb der Theatergeschichte von Bedeutung sind, jedoch künstlerisch keine Nachfolge fanden. Man kann ihn mit seinen Konzepten in die Nachfolge von Adolphe Appia und Edward Gordon Craig reihen.
Als Lehrer an der Wiener Akademie der bildenden Künste prägte Wotruba drei Generationen junger Künstler. Er holte den Kunsttheoretiker Heimo Kuchling an seine Schule, der das Fach Morphologie der Bildenden Kunst entwickelt hatte. Ohne diese Schule und ohne Wotrubas Lehrtätigkeit gäbe es keine bedeutende österreichische Skulptur nach 1945.
Wotruba entwickelte sich zu einem Vertreter der klassischen Moderne und wurde als ein international anerkannter Plastiker und wichtiger österreichischer Bildhauer des 20. Jahrhunderts anerkannt.

## Fritz Wotruba Privatstiftung und Fritz Wotruba Werknutzungsgesellschaft
Nach Fritz Wotrubas Tod richtete seine Witwe Lucy Wotruba 1980 das Fritz-Wotruba-Haus in Wien ein, das den künstlerischen Nachlass des Bildhauers enthält.
Sie starb 1985, ein Jahr später wurde der Verein Freunde zur Erhaltung und Betreuung des künstlerischen Nachlasses von Fritz Wotruba gegründet. Der Verein war der Rechtsnachfolger Fritz Wotrubas und verwaltete das nachgelassene Werk des Künstlers. Im Jahr 2007 übernahm die Fritz Wotruba Privatstiftung als Rechtsnachfolger des Vereins den Nachlass des Bildhauers: etwa 500 Arbeiten aus Stein, Bronze und Gips, 2500 Zeichnungen, 1500 druckgrafische Blätter und 14 Ölbilder Wotrubas sowie Archiv und Bibliothek.
2008 wurde die Fritz Wotruba Werknutzungsgesellschaft gegründet.

## Das 21er Haus, Wotruba im Belvedere 21
Im Jahr 2011 wurde ein Wotruba-Museum im 21er Haus unter der Leitung des Belvederes in Wien eingerichtet. Von 1962 bis 2001 diente das Gebäude als Museum für moderne Kunst in Wien. Die Fritz Wotruba Privatstiftung und die Fritz Wotruba Werknutzungsgesellschaft stellten dem Belvedere den künstlerischen Nachlass Fritz Wotrubas als Leihgabe zur Verfügung.
Das Haus war ursprünglich von Karl Schwanzer als Österreich-Pavillon für die Weltausstellung in Brüssel 1958 erbaut worden. Fritz Wotruba hatte den Auftrag für ein monumentales Figurenrelief erhalten, das vor dem Pavillon aufgestellt worden war, und den Grand Prix für Skulptur der Weltausstellung gewonnen. Die weitere Verwendung des Gebäudes als Museum des 20. Jahrhunderts ab 1962 erfüllte Wotrubas Forderung nach einem Museum für moderne Kunst in Wien. 
2021 ging der Nachlass mit der Auflösung der Privatstiftung ganz an das Belvedere 21. Das Projekt Wotruba im Belvedere 21 soll als Wotruba-Forschungszentrum und als Plattform für moderne Plastik dienen und ein Ort der künstlerischen Produktion, Rezeption und Reflexion für österreichische Kunst des 20. und 21. Jahrhunderts sein.

## Wotruba und die Albertina
Die Albertina pflegte ebenso wie das Belvedere in Wien ein besonderes Verhältnis zu Fritz Wotruba. Der „Große liegende Jüngling“, die Sandsteinfigur von 1933, bildet einen besonderen Akzent auf Stiege der Bastei. Der Bankier und Kunstsammler Fritz Kamm schenkte diese Skulptur der Albertina.
Ausstellungen seines zeichnerischen und druckgraphischen Werks haben die Wertschätzung des Bildhauers durch die verschiedenen Direktoren der Albertina unterstrichen. Die Witwe des Künstlers und der Fritz Wotruba-Verein überließen den graphischen Nachlass der Albertina.
Sie betrieb die Erfassung des gesamten druckgraphischen Werks, der verschiedenen Zustandsdrucke und der Auflagen, und im Jahr 2003 erschien ein Werkkatalog, der heute als Standardwerk gilt.

## Werke

### Skulpturen (Auswahl)

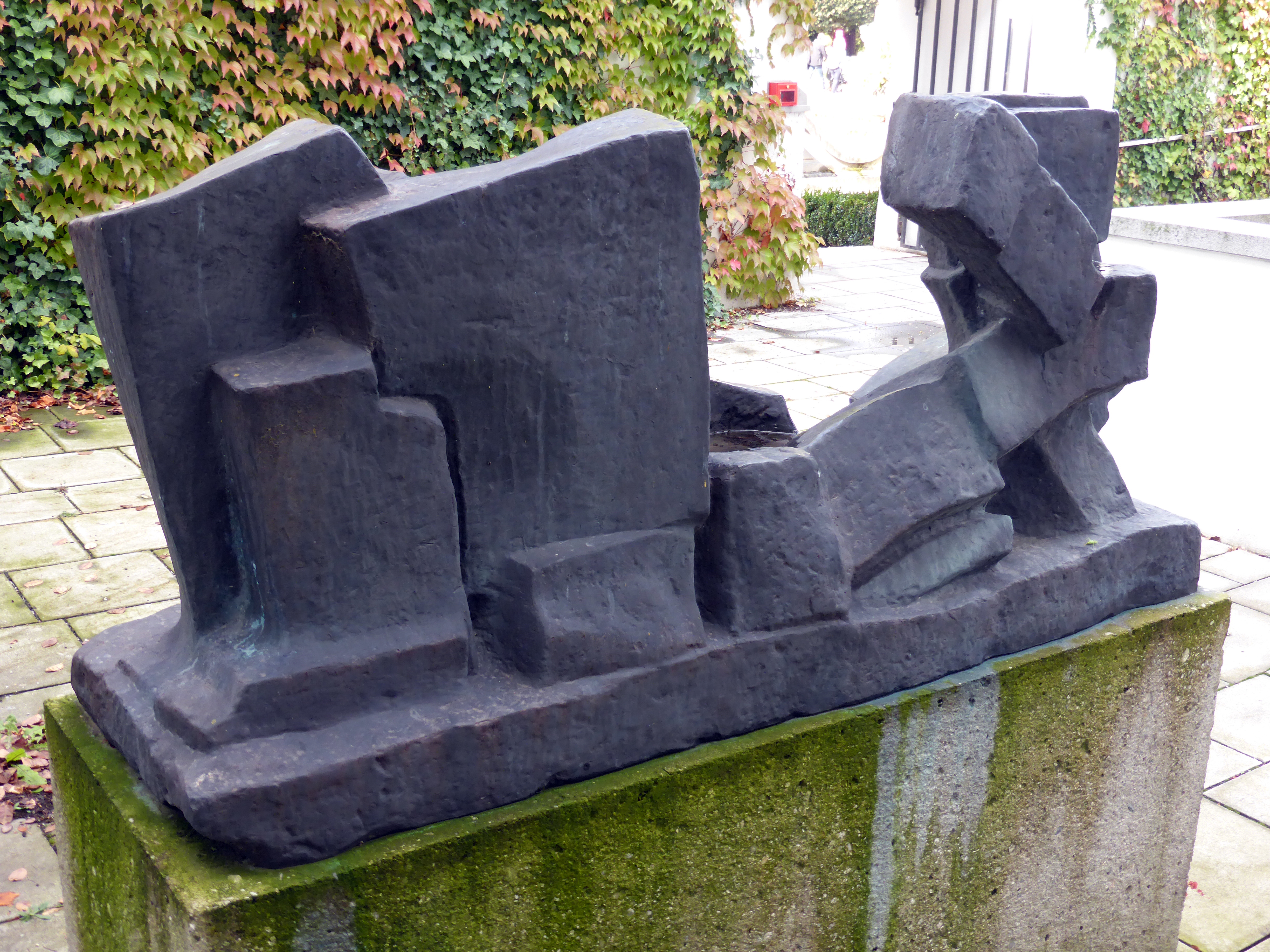
Die Liegende – Universität Mozarteum, Salzburg

- 1928/1929: Torso, Mannersdorfer Kalkstein, 141 × 41,5 × 44 cm, Bronzeabguss, Belvedere, Wien
- 1929/1930: Hockender, Konglomeratstein, 111 × 63 × 61,5 cm, Historisches Museum der Stadt Wien, Wien
- 1930: Kopf, Roter Porphyr, 56 × 27, 5 × 41 cm, Fritz Wotruba Verein, Wien
- 1932: Mahnmal, Steirischer Marmor, 460 × 88 × 197 cm, Pestalozzipark, Leoben
- 1933: Großer liegender Jüngling, Roter Hartsandstein, 166,5 × 74 × 45 cm, Albertina, Wien
- 1934: Große Liegende (Grabmal für Selma von Halban-Kurz), Marmor, 307 × 74 × 104 cm, Zentralfriedhof Wien
- um 1939: Große Sitzende, Kalkstein, 120,5 × 77,5 × 171 cm, Privatbesitz Schweiz
- 1937: Sitzende männliche Figur, Gips bemalt, 18 × 26 × 9 cm, Belvedere, Wien
- 1939: Frauentorso, Bronze, 29 cm, Belvedere, Wien
- 1940: Große Stehende (Genfer Venus), Seifenstein, Masse unbekannt, Standort unbekannt.
- 1943: Liegender Jüngling (Pan), Muschelkalk, 208 × 96 × 75 cm, Fritz-Wotruba-Verein, Wien
- 1946: Stehende (Weibliche Kathedrale), Sandstein, 185,5 × 67 × 63 cm, Kunsthaus Zug, Depositum Stiftung Sammlung Kamm, Zug
- 1944: Große Sitzende, Jurakalk, 141 × 87 × 134 cm, Wilhelm Furtwängler-Park, Salzburg
- 1944: Stürzende, Jurakalk, 180 × 73 × 67 cm, Israel Museum, Jerusalem
- 1947/1948: Zurückgelehnte weibliche Figur (Weiblicher Felsen), 159 × 124 × 88 cm, Freiluftmuseum Middelheim, Antwerpen
- 1948: Figurenrelief (Dramatische Komposition), Ton, 34,5 × 49,5 × 2,5 cm, Fritz Wotruba-Verein, Wien
- 1949: Große sitzende Figur (Menschliche Kathedrale), Kalkstein, 153 cm, Belvedere Wien
- 1950: Hockender, Konglomeratstein, 66 × 57 × 66 cm, San Francisco Museum of Modern Art, San Francisco
- 1951: Kleine liegende Figur, Bronze, 23 × 55 × 20 cm, Belvedere, Wien
- 1952: Großer Gehender, Bronze, 157 × 46 × 67,5 cm, Fritz Wotruba-Verein, Wien
- 1953: Große stehende Figur (mit vorgesetztem rechten Bein), Konglomeratstein, 178 × 58 × 59 cm, Centre National d’Art et de Culture Georges-Pompidou, Paris
- 1959/1960 Grabstein-Gestaltung für Josef Hoffmann und Oswald Haerdtl[43]
- 1960: Großer liegende Figur, Kalkstein, 197 × 55 × 57 cm, Staatsgalerie Stuttgart, Stuttgart
- 1961/1962: Große stehende Figur (Junger König), Kalkstein, 178 × 33 × 45,5 cm, Privatbesitz USA
- 1962: Liegende, Bronze, 10,5 × 25 × 10 cm, Belvedere, Wien
- 1962/1963: Große liegende Figur, Karstmarmor, 161 × 77 × 53 cm, Wilhelm Lehmbruch Museum der Stadt Duisburg, Duisburg
- 1965: Kopf, Carrara-Marmor, 41 × 14, 5 × 25 cm, Fritz Wotruba-Verein, Wien
- 1971/1972: Kopf (Versuch einer Selbstdarstellung), Laaser Marmor, 41 × 27,5 × 32 cm, Galleria degli Uffizi, Florenz
- 1973: Große liegende Figur, Ruskitza Marmor, 193 × 94,5 × 99 cm, Privatbesitz
- 1974: Großer Stehender, Bronze, 212 × 86 × 74 cm, Fritz Wotruba-Verein, Wien

### Theaterarbeiten
- 1948: Die Geschichte vom Soldaten von Igor Strawinsky und Charles-Ferdinand Ramuz, Großer Konzerthaussaal, Wien, Bühnengestaltung und Kostüme
- 1960: König Ödipus von Sophokles, Burgtheater, Wien, Bühnengestaltung, Vorhang, Kostüme und Masken
- 1961: Antigone von Sophokles, Burgtheater, Wien, Bühnengestaltung, Vorhang, Kostüme und Masken
- 1963: Elektra von Sophokles, Burgtheater, Wien, Bühnengestaltung, Vorhang, Kostüme und Masken
- 1965: König Ödipus und Ödipus auf Kolonos von Sophokles, Salzburger Festspiele, Felsenreitschule, Salzburg, Bühnengestaltung, Kostüme und Masken
- 1966: König Ödipus von Sophokles, Theater des Herodes Atticus, Athen, Bühnengestaltung, Kostüme und Masken
- 1967: Der Ring des Nibelungen von Richard Wagner, Berliner Festwochen, Deutsche Oper, Berlin, Bühnengestaltung und Kostüme

## Schüler (Auswahl)
- Marc Adrian
- Herbert Albrecht
- Ruedi Arnold
- Annemarie Avramidis
- Joannis Avramidis
- Wander Bertoni
- Oskar Bottoli
- Heinz Breloh
- Alfred Czerny[44]
- Manfred Daringer
- Vera Deér
- Otto Eder
- Gertrude Fronius
- Makoto Fujiwara
- Hortensia Fussy
- Roland Goeschl
- Heinz Greissing
- Hannes Haslecker
- Christa Hauer-Fruhmann
- Alois Heidel
- Oskar Höfinger
- Rudolf Hoflehner
- Alfred Hrdlicka
- Karl Imfeld
- Franz Kehrer
- Adolf Kloska
- Heinz Leinfellner
- Hans Loretan
- Anna Mahler
- Rudolf Moratti
- Oswald Oberhuber
- Hermann Pedit
- Josef Pillhofer
- Ingeborg G. Pluhar
- Edeltrud Posiles
- Hans Potthof
- Christfried Präger
- Bernhard Prähauser
- Erwin Reiter
- Eduard Robitschko
- Rudolf Schwaiger
- Wolf Spitzer
- Curt Stenvert
- Gerhard Swoboda
- Fritz Tiefenthaler
- Andreas Urteil
- Hermann Walenta
- Hubert Wilfan
- Werner Würtinger
- Walter Zeischegg

## Ausstellungen

### Einzelausstellungen (Auswahl)
- 03.1931: Fritz Wotruba – Museum Folkwang, Essen
- 12.1932: Fritz Wotruba – Galerie Würthle, Wien
- 07.1936: Österreichische Künstler und Fritz Wotruba – Neue Galerie, Wien
- 01.08.1950 – 31.08.1950: Steinskulpturen – Galerie Welz, Salzburg
- 28.10.1965 – 30.12.1965: Wotruba. Zeichnungen – Albertina, Wien
- 04.1970: Progetti per il Teatro Classico – Österr. Kulturinstitut Rom, Rom
- 07.07.1972 – 30.08.1972: Plastik im Stiftshof von Ossiach – Landesgalerie, Kärnten, Ossiach
- 07.03.1974 – Skulpturen, Zeichnungen, Druckgraphik – Galerie Ulysses, Wien
- 31.03.1976 – 10.05.1976: L`odera di Fritz Wotruba – Belvedere, Florenz
- 03.09.1978 – 15.10.1978: Bühnenmodelle und Zeichnungen/Kirche in Wien-Mauer – Kunsthaus Zug, Zug
- 06.04.1979 – 05.05.1979: Fritz Wotruba – Kulturhaus, Graz
- 27.03.1985 – 30.09.1985: Große Skulpturen und Bilder – Rupertinum, Salzburg
- 27.03.1985 – 05.05.1985: Frühe Aquarelle und Zeichnungen – Tiroler Landesmuseum Ferdinandeum, Innsbruck
- 28.03.1985 – 28.04.1985: Skulpturen und Zeichnungen – Galerie Welz, Salzburg
- 31.07.1985 – 29.09.1985: Arbeiten fürs Theater und Frühe Aquarelle und Zeichnungen – Rupertinum, Salzburg
- 14.11.1985 – 14.12.1985: Fritz Wotruba aus Anlass des 10. Todestages – Galerie Würthle, Wien
- 15.11.1985 – 15.12.1985: Hommage a Wotruba – Akademie der bildenden Künste Wien
- 11.05.1989 – 09.07.1989: Druckgraphik 1950-1975 – Albertina, Wien
- 22.06.1990 – 21.12.1990: Arbeiten nach 1945 – Museum Moderner Kunst Passau, Passau
- 21.06.1992 – 13.09.1992: Retrospektive – Kunsthaus Zug, Zug
- 23.06.1993 – 18.07.1993: Radierungen und Lithographien – Galerie Welz, Salzburg
- 08.06.1995 – 02.10.1995: Zeitlos. Das Menschenbild in der Skulptur und Zeichnung Fritz Wotrubas. Eine Retrospektive – Palais Harrach, Wien
- 29.11.2004 – 19.01.2005: Fritz Wotruba – Galerie Ulysses, Wien
- 26.07.2005: Neuaufstellung der Skulpturenterrasse – Museum der Moderne, Rupertinum, Salzburg
- 06.05.2007 – 19.08.2007: Skulptur ohne Eigenschaften. Hommage an Fritz Wotruba – Kunsthaus Zug, Zug
- 27.09.2007 – 25.11.2007: Zeichnungen und Steine – Pinakothek der Moderne, München
- 12.09.2008 – 07.12.2008: Wotruba. Eine Retrospektive des Bildhauers (1907-1975) – Museum Beelden aan Zee, Den Haag
- 11.12.2012 – 07.04.2013: Wotruba. Leben, Werk und Wirkung – Belvedere, Wien
- 20.01.2013 – 28.04.2013: Fritz Wotruba. Stehen, Sitzen, Liegen – Museum Lothar Fischer, Neumarkt i.d.OPf.
- 15.05.2013 – 23.06.2013: Fritz Wotruba – Figur in Block und Röhre – Haus der Fotografie, Burghausen

### Gruppenausstellungen (Auswahl)
- 1931: Internationale Ausstellung Plastik- Kunsthaus Zürich
- 1932: XVIII. Biennale – Biennale Venedig
- 1934: XIX. Biennale – Biennale Venedig
- 1936: Moderne Meister – Galerie Welz, Salzburg
- 1936: XX. Biennale – Biennale Venedig
- 05.1937 – 06.1937 – Österreichische Kunst – Musée du Jeu de Paume des Tuileries, Paris
- 1948: XXIV. Biennale di Venezia – Biennale, Venedig
- 09.10.1970 – 21.11.1970: Fünfzig Jahre Galerie Würthle – Fünfzig Jahre Moderne Kunst in Wien – Galerie Würthle, Wien
- 08.06.1984 – 13.11.1984: Anton Hanak und seine Schüler – Langenzersdorf Museum
- 23.09.1986 – 26.10.1986: Gelernt bei Wotruba – Schloss, Altmannsdorf, Wien
- 08.09.1994 – 20.10.1994: Wotruba und die Folgen – BAWAG Foundation, Wien
- 17.05.1998 – 06.09.1998: Dialog mit der Moderne. Fritz Wotruba und die Sammlung Kamm – Kunsthaus Zug, Zug
- 28.11.2002 – 23.12.2002: Fritz Wotruba bis Bruno Gironcoli. Österreichische Plastik – Galerie bei der Albertina, Wien
- 21.10.2005 – 23.12.2005: Österreichische Kunst des 20. Jahrhunderts – Galerie Kovacek & Zetter, Wien
- 17.02.2006 – 21.05.2006: Österreich 1900-2000 – Sammlung Essl
- 06.09.2007 – 20.10.2007: Hommage a Wotruba – Galerie Maier, Innsbruck
- 20.09.2007 – 13.10.2007: Skulptur – Galerie bei der Albertina, Wien
- 20.10.2007 – 06.01.2007: exitus. tod alltäglich – Künstlerhaus, Wien
- 07.03.2008 – 24.04.2008: Josef Mikl, Fritz Wotruba – Galerie Wolfrum, Wien
- 18.09.2008 – 16.11.2008: Politische Skulptur. Barlach/Kasper/Thorak/Wotruba – Landesgalerie, Linz
- 24.09.2008 – 18.11.2008: Männer II. Malerei, Grafik, Skulptur – Galerie Jünger, Baden bei Wien
- 04.10.2008 – 14.12.2008: Skulpturen – Kunsthandel Wolfgang Werner, Berlin
- 19.05.2010 – 09.10.2010: raum-körper einsatz. Positionen der Skulptur – Museum auf Abruf (MUSA), Wien
- 22.10.2010 – 31.01.2011: Herbstausstellung Malerei. Bildhauerei. Design. Österreichische Kunst des 20. Jahrhunderts – Galerie bei der Albertina.Zetter, Wien
- 23.03.2011 – 26.04.2011: Kunst des 20. und 21. Jahrhunderts – Galerie Welz, Salzburg
- 15.07.2011 – 31.08.2011: Fritz Wotruba & Schüler/allievi – Stadtmuseum Bruneck
- 24.09.2011 – 15.10.2011: Herbstausstellung Malerei. Bildhauerei. Design. Österreichische Kunst des 20. Jahrhunderts – Galerie bei der Albertina.Zetter, Wien
- 20.01.2012 – 20.05.2012: UTOPIE GESAMTKUNSTWERK – Belvedere, Wien
- 22.04.2012 – 16.11.2012: Idee, Form, Figur – die Höhepunkte der Sammlung Sammer – Stift, Klosterneuburg
- 25.05.2012 – 28.07.2012: Skulpturen – Galerie am Lindenplatz, Vaduz
- 20.06.2012 – 28.10.2012: Roland Goeschl. Fritz Wotruba. EXPLOSIV 1958-1975 – Belvedere, Wien
- 17.09.2012 – 06.10.2012: Neuheiten im Herbst 2012 – Galerie bei der Albertina.Zetter, Wien
- 01.05.2013 – 31.10.2013: Von der Fläche zum Raum – Museum Liaunig, Neuhaus
- 10.03.2016 – 19.06.2016: Kubismus, Konstruktivismus, Formkunst – Belvedere, Wien